# Sciopetris amseli
Sciopetris amseli är en fjärilsart som beskrevs av Leo Sieder 1959. Sciopetris amseli ingår i släktet Sciopetris och familjen säckspinnare. Inga underarter finns listade.